# Каписиллит
Каписиллит (гренл. Kapisillit; дат. Lakskaj) —  это поселение с населением 52 человека (2020) в Западной Гренландии, расположенное в одной из ветвей фьорда Готхоб, примерно в 75 км к востоку от Нуука, в бывшей коммуне Нуук, которая теперь является частью муниципалитета Сермерсоок. Координаты: 64°26′10″N 50°16′10″W. В поселении проживает около 52 человек, которые в основном занимаются охотой, рыболовством и туризмом. В Каписиллите есть собственная школа, коммунальный офис, почтовое отделение, церковь, магазин и сервисный центр, где можно принять душ и постирать одежду. Также в поселении имеется киоск. Каписиллит является единственным местом в Гренландии, где лососи нерестятся, что и дало ему название. Здесь есть семь озёр, соединённых рекой, которая протекает к ледниковому щиту. Иногда в районе поселения можно увидеть белых медведей. Каписиллит — одно из мест, где обитает большое количество трески.
Дети в поселении обучаются в школе Kapisillit Atuarfiat, где в 2011 году было три ученика и два учителя. Обучение проводится с 1-го по 7-й класс. В школе Kapisillit Atuarfiat и в школе ASK в Нууке установлены современные технологии, которые позволяют проводить дистанционное обучение. Эти занятия ведутся двумя учителями из Нуука. Ученики 8–10 классов обучаются уже в Нууке.
В 1927 году братья Якоб и Абия Якобсен переехали в это место. Быстро стало очевидно, что оно подходит для рыболовства, и в 1937 году Каписиллит стал торговым пунктом. В последующие десятилетия основным продуктом производства была солёная рыба, преимущественно треска, а также палтус и лосось.
В 1953 году Королевская гренландская торговля основала поблизости от Каписиллита станцию для разведения домашних северных оленей. Олени были завезены из Норвегии, а за ними ухаживали саамы, которые поселились здесь; некоторые из их потомков до сих пор живут в этом поселении.
В настоящее время Каписиллит является популярным местом отдыха для жителей Нуука, которые приезжают сюда в основном для рыбалки в единственной в Гренландии лососёвой реке. Некоторые дома в поселении используются как дачи.
В трёх километрах к северо-западу от поселения находится овцеводческая ферма Нериунак, а в девяти километрах к юго-западу — ферма Иттинера.